# Establés
Establés – gmina w Hiszpanii, w prowincji Guadalajara, w Kastylii-La Mancha, o powierzchni 52,27 km². W 2011 roku gmina liczyła 45 mieszkańców.